# 佐賀のがばいばあちゃん
『佐賀のがばいばあちゃん』（さがのがばいばあちゃん）は、島田洋七の小説、またそれを原作とした映画、漫画、テレビドラマ、演劇などの一連の作品である。

## 概要
この小説は少年時代を佐賀で過ごした島田洋七が、当時の出来事を書いた自伝である。
1987年の初出版以来、2007年4月までに400万部を売り上げた。世界でも大きな反響となったことから、映画や舞台劇にもなった。

## あらすじ
戦後の動乱期、広島に暮らす昭広（島田洋七の本名）少年は母親に女手ひとつで育てられている。働く母を恋しがって、まだ幼い昭広が物騒な夜の盛り場にやってくるため、懸念した母親がだますようにして、佐賀の昭広の祖母・おさのばあちゃん（本名は徳永サノ）の家へ送るところから物語が始まる。
おさのばあちゃんの家は超のつく貧乏であり、ばあちゃんは苦労人だった。だがそれ以上に、明るく逞しい「がばいばあちゃん」であった。奇想天外なアイデア、破天荒な発言で昭広をけむに巻く。最初は驚かされっぱなしだった昭広だが、佐賀にも、学校の友達にも、そしてばあちゃんとの「由緒正しい貧乏」暮らしにも馴染んでいった。
周囲の優しい人々に見守られ、すくすくと成長する昭広少年の、がばいばあちゃんと過ごした8年間を描く。
洋七自身は高校進学に際して広島へ戻っている。シリーズ「第1篇」である本作品では、中学卒業で昭広がおさのばあちゃんと別れるところで一区切りをつけている。

## 書籍
洋七の祖母の逸話を耳にしたビートたけしが、最初に書籍化を強く勧め、洋七がそれに応え執筆した。1987年に『振り向けば哀しくもなく』という題名で太田出版から3000部を自費出版。2001年に加筆・修正のうえ『佐賀のがばいばあちゃん』と改題し、愛育社から2度目の自費出版。2004年に徳間書店で再出版され、一気に話題となる。以後、さまざまな本がシリーズで出され、売り上げ冊数は総計400万部を超えた。

## 映画

### 佐賀のがばいばあちゃん
2006年6月3日より全国公開されたが、佐賀県を舞台とした作品のため、同県および九州各県の一部映画館では、同年4月22日から順次先行公開された。日本国外では同年9月22日より台湾で公開されている。大人になった主人公が少年時代に帰ってきた、という設定になっている。
単館系映画ながら、興行収入6億円のヒット作となった。また2007年11月23日に日本テレビ系の金曜ロードショーで地上波初放送し、17.2%の高視聴率をマークした。
文部科学省推奨。第4回ベルリン・アジア太平洋映画祭グランプリ受賞作品。上映時間：104分。

#### スタッフ
- 監督：倉内均
- 原作・脚本：島田洋七
- 脚本：山元清多
- 撮影：三好保彦
- 美術：内藤政市
- 編集：阿部亙英
- 音楽：坂田晃一
- 音響効果：斎藤昌利
- プロデューサー：伊藤伴雄、竹本克明
- 企画：江原立太
- 製作プロダクション：アマゾン
- 製作：映画「佐賀のがばいばあちゃん」製作委員会
- 配給：ティ・ジョイ、東映

#### 主題歌
- 「ばあちゃん」：RYOEI

#### 登場人物
- ばあちゃん：吉行和子
- 明広の母：工藤夕貴
- 真佐子（明広の母の姉）：浅田美代子
- 明広（成人）：三宅裕司（特別出演）
  - 明広（中学生）：鈴木祐真
  - 明広（小学生）：池田晃信
  - 明広（小学生）：池田壮磨
- スポーツ店主：島田紳助（友情出演）
- 大学の掃除夫：島田洋八（友情出演）
- 中野先生：山本太郎
- 小2担当教師：保積ぺぺ
- 警官：吉守京太
- 看護婦：石川あずみ
- 豆腐屋のおじさん：緒形拳（特別出演）

### 島田洋七の佐賀のがばいばあちゃん
2009年4月11日より九州先行上映、4月25日に全国公開された作品。島田洋七自身が監督を務め、映画監督デビュー作品ともなった。上映時間：112分。

#### スタッフ
- 監督・企画・原作・脚本：島田洋七
- 撮影：根岸憲一
- 美術：畠山和久
- 編集：金子尚樹
- 音楽：安部潤、舛田大輔
- エグゼクティブプロデューサー：舛田大輔、牧田謙吾、谷口行規
- プロデューサー：西田和昭、小高勲、近藤亮一
- 製作委員会メンバー：島田オフィス、徳間書店、トライファースト
- 配給：九州シネマ・エンタープライズ、ジョリー・ロジャー

#### 主題歌
- 「ばあちゃん」朝倉美沙 （B&Bレコード） 作詞：島田洋七、作曲：池間良栄

#### 登場人物
- ばあちゃん：香山美子
- 昭広の母・秀子：高島礼子
- 秀子の妹・喜佐子：小林綾子
- 昭広（小3）：瀬上祐輝
- 昭広（中3）：原田祥
- 昭広（小1）：森田温斗
- 工藤：国分健二
- 北村先生：新藤栄作
- 住職：井手らっきょ
- 高森先生：秋田久美子
- ドロボー：内場勝則・辻本茂雄
- 長谷川先生：島田紳助（友情出演）
- 郵便屋さん：東国原英夫（特別出演）

## テレビドラマ
テレビ版は、佐賀の民放テレビ局・サガテレビを系列局に抱え、同局の番組に現在は佐賀市在住の洋七自身も時折出演していることから、フジテレビが制作・放送した。
メインロケ地には市長が中心となって誘致を進めた武雄市が選ばれ、同市には「佐賀のがばいばあちゃん課」が設置されるに至った。
フジテレビ系列にて、第1弾が2007年1月4日の21:00〜23:18（JST）に放送された。ビデオリサーチ社によると関東地区で19.2%、北部九州地区（福岡都市圏）で21.6%と、同時間帯トップの視聴率を獲得した。なおロケ地となった武雄市内の視聴率は、武雄市独自の電話調査では88.3%だったとされる。同年12月31日の12:00〜14:00に全国ネットで再放送（120分の短縮版）された。
第2弾は2010年2月20日の『土曜プレミアム』枠21:00〜23:10（JST）にて放送された。視聴率は13.9%。2009年5月にクランクアップした。

### スタッフ
- 脚本：旺季志ずか(1.2)、李正姫(2)、林誠人(2)
- プロデューサー：志牟田徹、小椋久雄、江森浩子
- 演出：河野圭太
- 音楽：安部潤
- 選曲：志田博英
- 編成：坪田譲治 (フジテレビ)(1)、成河広明(2)
- 方言指導：希楽星
- ロケ応援：武雄市役所「佐賀のがばいばあちゃん課」、サガテレビ、舛田大輔
- ロケ協力：武雄市、佐賀県フィルムコミッション、フィルムサポート島田、大井川鐵道、東京海洋大学、武雄・嬉野メルヘン村、九州自動車歴史館ほか
- 撮影協力：バスク、フジアール、ベイシス
- 企画協力：吉本興業
- 制作協力：共同テレビジョン

### 出演
- 徳永サノ（ばあちゃん） - 泉ピン子
- 徳永秀子（昭広の母） - 石田ゆり子
- 徳永喜佐子（秀子の妹・昭広の叔母） - 原沙知絵

#### パート1
- 徳永昭広（小1〜2） - 広田亮平)
- 徳永昭広（小6〜中学生） - 森田直幸
- 徳永昭広（現代、島田洋七 本人役、原作者)-島田洋七
- 北村先生（小学校の先生） - 小日向文世
- 田中先生（中学校の先生） - 甲本雅裕
- 豆腐屋- 平田満
- スポーツ店店主- 村田雄浩
- 空き巣（ヨシオ） ‐ 山崎一
- 鉄くず屋 ‐ 徳井優
- 水道集金のおじさん ‐ 坂田利夫
- マラソン大会実行委員 - 軽部真一
- 佐賀駅の駅員 - はなわ
- 由美子 - 夏未エレナ
- 山崎しげる（小1〜2） - 下山葵
  - 山崎しげる（小6〜中学生） - 桑原成吾
- しげるの母 - しのへけい子
- 吉村和彦（昭広の親友） - 岩井進士郎
  - 吉村和彦（小6〜中学生） - 丸山隼
- あゆみ - 田中明
- ぼんちおさむ
- 里見まさと
- 樋渡真司
- 秋田久美子

ほか

#### パート2
- 徳永昭広（小1〜4） - 今井悠貴
- 青田先生 - 升毅
- ノブの母 - 大塚良重
- 中越（美苗の父） - 山崎銀之丞
- 泥棒 - 菅原大吉
- 山下常男 - 小林廉
- しげる - 河口瑛将
- 吉村和彦 - 吉田翔
- 今井祐一 - 荻原真治
- 吉田信夫（ノブ） - 足立雄介
- 中越美苗 - 西浦未雪
- 宮本静子 - 猪鼻麻依
- 大野明美 - 新志穂
- 七尾まり子 - 高瀬岬
- 光司 - 堀江晶太
- 杉村暁
- 川野太郎
- 田口主将
- 桜井聖
- 歌川椎子
- 阿南敦子
- 土田アシモ
- 東秀暢
- 鎌田耕治
- 金氏美希
- 高嶋あいこ

## 漫画
ビジネスジャンプにて『がばい -佐賀のがばいばあちゃん-』のタイトルで連載された。画は石川サブロウが担当。単行本化もされた（全11巻）。

## ゲーム
ユークスの子会社、トライファーストがゲーム化をしている。
- 佐賀のがばいばあちゃんDS ニンテンドーDS 2009年2月12日発売 トライファースト

## 舞台
映画、テレビドラマのヒットを受け、舞台化もされた。
初の舞台化は劇団NLTによる。
- 公演期間：2007年7月20日 - 7月29日[7] 計12公演
- 公演場所：俳優座劇場[7]
- 原作：島田洋七
- 脚本：青木豪
- 演出：釜紹人
- 主演：阿知波悟美[7]

全国公演にあたっては、最初の公演地として名古屋の中日劇場が選ばれた。洋七側の「舞台化するなら、東京、大阪以外のところから火をつけたい」という思いと、中日劇場側の「是非とも舞台化するなら当劇場から」という願いが実を結び、当公演が実現したといういきさつがある。吉本興業の興行に元・松竹新喜劇の曽我廼家文童が出るのは異例。この舞台が終了する2007年8月末に洋七は吉本興業を離れた。
- 公演期間：2007年8月3日 - 8月26日 計38公演、2008年9月25日 - 9月30日再演後全国巡演[8]。
- 公演場所：中日劇場（名古屋）
- 出演
  - 徳永サノ：大空眞弓
  - 徳永秀子（昭広の実母）：音無美紀子
  - 徳永明子（昭広の叔母）：中澤裕子
  - 田中静男（昭広の小学校時代の担任）：新藤栄作
  - 篠田静雄（泥棒、後に水管工社長）：曽我廼家文童
  - 徳永昭広（壮年期）：島田洋八
  - 久保（昭広の友人）他：やなぎ浩二
  - 志津子（秀子が勤めていた中華料理店の仲居頭）：山田スミ子
- スタッフ
  - 脚本：池田政之
  - 美術：石井強司
  - 照明：内藤収啓
  - 音楽：舛田大輔
  - 効果：岡田俊道
  - 舞台監督：岡田圭太、椎野忠相
  - 演出：市川正
  - 制作：中日劇場・吉本興業
  - 企画・製作：中日劇場

2010年には博多座で「島田洋七のお笑い『佐賀のがばいばあちゃん』」が公演され、洋七自身がサノ役を演じた。
- 公演期間：2010年5月3日 - 5月27日 計40公演、2011年8月4日 - 8月11日中日劇場再演[8]。
- 公演場所：博多座（福岡市博多区）
- 出演
  - 徳永サノ・昭広：島田洋七
  - 秀子（昭広の母）：高橋恵子
  - 田中先生（昭広の担任）：新藤栄作
  - 喜佐子（秀子の妹）：中澤裕子
  - 重史郎（万福楼の主）：曽我廼家寛太郎
  - 吉村（豆腐屋）：成瀬正孝
  - 篠田（泥棒）：国分健二
  - 木下（郵便配達人）：来須修二
  - 屋台のおやじ：大森うたえもん
  - 浜田（ｽﾎﾟｰﾂ用品店のおやじ）：葉山和彦
  - 志津子（秀子が勤めていた中華料理店の仲居頭）：菜月ひとみ
  - 小学生の昭広：東倫太朗、古賀光輝
  - 　同　　久保（昭広の友人）：住本雅英、粟井天彪
  - 　同　　南里（昭広の友人）：兵頭哲明、久保俊祐
  - 中学生の昭広：上条拳斗、牛嶋裕太
  - 　同　　久保（昭広の友人）：松尾和樹、久富耕太郎
  - 　同　　南里（昭広の友人）：平山祥、宇野遼
- スタッフ
  - 脚本：池田政之
  - 美術：倉本政典
  - 照明：山本孝徳
  - 音楽：舛田大輔
  - 効果：岡田俊道
  - 舞台監督：水戸部雅史、田中祥介
  - 演出：池田政之
  - 制作協力：サンライト㈱
  - 制作：伊藤茂男
  - 製作：博多座

## 「がばい」という言葉
佐賀弁では、「がばい」とは「非常に」と言う意味で連用修飾に使用され、このタイトルのように連体修飾詞として名詞の直前に付くことはない。例えば、「非常にすごい」→「がばいすごか」と使われる。そのため、「佐賀のがばいばあちゃん」ではなく、「佐賀のがばいすごかばあちゃん」というのが正しい言い方である。劇中でも「がばいすごか」と言う言葉が使われ、洋七本人も何度か「書籍のがばいは本来の使い方でない」と言っている。
関連した言葉として、江頭2:50のギャグで知られる「がっぺむかつく！」の「がっぺ」は「がばい」と同じ意味の佐賀弁である。
地元の佐賀でもこの本がベストセラーになるまで「がばい」の意味を知らない老人が多数いた。「がばい」は若い世代を中心に広まった比較的新しい佐賀弁という見方が一般的で、佐賀市内で子供のころから「がばい」を使っていたという団塊世代も存在する。